# یواس‌اس پی‌جی‌ام-۸
یواس‌اس پی‌جی‌ام-۸ (به انگلیسی: USS PGM-8) یک کشتی بود که طول آن 110 feet 10 inches و ارتفاع آن 10 feet 10 inches بود. این کشتی در سال ۱۹۴۳ ساخته شد.